# Trachyphonus purpuratus
El barbudo piquigualdo (Trachyphonus purpuratus) es una especie de ave en la familia Lybiidae.

## Distribución
Se lo encuentra en Angola, Benín, Burundi, Camerún, República Centroafricana, República del Congo, República Democrática del Congo, Costa de Marfil, Guinea Ecuatorial, Gabón, Ghana, Guinea, Kenia, Liberia, Nigeria, Ruanda, Sierra Leona, Sudán del Sur, Togo, y Uganda.